# Stithians
Stithians – wieś w Anglii, w Kornwalii. Leży 27 km na wschód od miasta Penzance i 384 km na zachód od Londynu.